# موج‌ها (آلبوم ریچل پلتن)
موج‌ها (انگلیسی: Waves) چهارمین آلبوم استودیویی و دومین آلبوم منتشرشده تحت یک شرکت موسیقی بزرگ از خواننده و ترانه‌پرداز آمریکایی ریچل پلتن است. این آلبوم در ۲۷ اکتبر ۲۰۱۷ منتشر شد. تک‌آهنگ آغازین این آلبوم با نام «شیشهٔ شکسته» در ۱۸ اوت ۲۰۱۷ منتشر شد.

## انتشار و تبلیغ
در ۴ اکتبر ۲۰۱۷، ریچل پلتن خبر انتشار آلبوم موج‌ها را از طریق حساب توییتر خود اعلام کرد.
نخستین تک‌آهنگ تبلیغاتی آلبوم با نام «مناسب برای تو» در ۶ اکتبر ۲۰۱۷ و دومین تک‌آهنگ تبلیغاتی با عنوان «برخورد» در ۲۰ اکتبر ۲۰۱۷ منتشر شد.
آلبوم موج‌ها به صورت جهانی در ۲۷ اکتبر ۲۰۱۷ عرضه شد و شامل نسخهٔ استاندارد با ۱۳ قطعه بود که از طریق فروشگاه‌های فیزیکی، دانلود دیجیتال و سرویس‌های استریم در دسترس قرار گرفت. نسخهٔ دی‌لاکس این آلبوم که دارای سه قطعهٔ اضافه بود، به صورت انحصاری در فروشگاه‌های تارگت در ایالات متحده ارائه شد.